# Єрьоменко Христина Олександрівна
Христина Олександрівна Єрьоменко (нар. 30 липня 1991, Стаханов, Українська РСР, СРСР) — українська футболістка та футзалістка, універсал харківського клубу «Tesla». Майстерка спорту України міжнародного класу.

## Клубна кар'єра
Спортивну кар'єру розпочала 2005 року в клубі «Зоря-Спартак» (Луганськ), який одночасно виступав у Вищій лізі чемпіонату України з футболу і Вищій лізі чемпіонату України з футзалу. У футболці клубу за 2 сезони зіграла 14 матчів у футбольній Вищій лізі, а також стала переможницею чемпіонату України з футзалу у Першій лізі сезону 2005/06.
У 2008 році перейшла до «Легенди». Єдиним голом у футболці чернігівського клубу відзначилася 18 серпня 2012 року на 1-й хвилині програного (4:5) виїзного поєдинку 12-о туру чемпіонату України проти «Донеччанки». Христина вийшла на поле в стартовому складі, а на 42-й хвилині її замінила Інна Томілко. У «Легенді» провела 5 сезонів, у чемпіонаті України зіграв 48 матчів та відзначився 1 голом. Двічі ставала переможницею чемпіонату України та одного разу володарем кубку України. У складі «Легенди» виступала в жіночій Лізі чемпіонів.
Сезон 2013 року розпочала у «Житлобуді-1». Дебютувала у футболці харківського клубу 25 квітня 2013 року в переможному (3:1) домашньому поєдинку 1-о туру чемпіонату України проти калуського «Нафтохіміка». Єрьоменко вийшла на поле в стартовому складі та відіграла увесь матч. Дебютним голом у футболці «Житлобуда-1» відзначилася 10 травня 2013 року на 33-й хвилині переможного (6:1) домашнього поєдинку 3-о туру чемпіонату України проти «Родини-Ліцею». Христина вийшла на поле в стартовому складі, а на 66-й хвилині її замінила Тетяна Коробка. У команді відіграла шість неповних сезонів (66 матчів та 5 голів у чемпіонаті України). Разом з харківським клубом чотири рази ставала переможницею чемпіонату України та 5 разів володаркою кубку країни, виступала в жіночій Лізі чемпіонів. 
На початку 2018 року побувала на перегляді у білоруському клубі «Мінськ». Після цього у другій частині сезону 2017/18 виступала в оренді за «Луганочку-Спартак». У футболці луганського колективу дебютувала 27 травня 2018 року в переможному (3:1) виїзному поєдинку 5-о туру Першої ліги проти «СумДУ-Барси». Єрьоменко вийшла на поле в стартовому складі та відіграла увесь матч. Зіграла 2 матчі в Першій лізі.
Напередодні старту сезону 2018/19 років перейшла до «Маріупольчанки». Дебютувала за маріупольську команду 26 серпня 2018 року в переможному (4:1) виїзному поєдинку 1-о туру Першої ліги проти столичного «Атекс-СДЮШОР №16». Христина вийшла на поле в стартовому складі та відіграла увесь матч. 
Після єдиного матчу у складі «Маріупольчанки», знову відновила футзальну кар'єру, де виступає за харківський клуб «Tesla».
Літом 2020 року у складі «Мрії-2006» з Ананьєва стала переможницею Кубку європейських чемпіонів з пляжного футболу.

## Кар'єра в збірній
Викликалася до складу молодіжної та національної збірних України з футболу.
22 січня 2019 року у матчі проти Італії дебютувала у складі національної збірної України з футзалу.
У складі збірної України з футзалу виступала на дебютному в історії чемпіонаті Європи, де зіграла 2 хвилини у півфінальному матчі проти збірної Португалії.

## Досягнення
«Легенда»
- Вища ліга чемпіонату України
  -  Чемпіон (2): 2009, 2010
  -  Срібний призер (5): 2008, 2011

- Кубок України
  -  Володар (1): 2009
  -  Фіналіст (3): 2008, 2010, 2011

«Житлобуд-1»
- Вища ліга чемпіонату України
  -  Чемпіон (4): 2013, 2014, 2015, 2018
  -  Срібний призер (2): 2016, 2017

- Кубок України
  -  Володар (5): 2013, 2014, 2015, 2016, 2018